# روبرت مولوني
روبرت مولوني هو ممثل كندي، ولد في القرن 20 في كندا.

## أعمال

### أفلام
- (2000) تريكسي
- (2013) الرجل الفولاذي[4][5]
- (2015) العائد[6][7][8]
- (2015) عصر أدالين[9][10]
- (2016) برين أون فاير
- (2017) باور رينجرز[11]

### مسلسلات
- التحليق إلى المجهول
- الرجل في القلعة العالية
- الملفات الغامضة
- نزل بيتس[12]

## وصلات خارجية
- روبرت مولوني على موقع IMDb (الإنجليزية)
- روبرت مولوني على موقع ألو سيني (الفرنسية)
- روبرت مولوني على موقع أول موفي (الإنجليزية)
- روبرت مولوني على موقع قاعدة بيانات الأفلام السويدية (السويدية)
- روبرت مولوني على موقع قاعدة بيانات الفيلم (الإنجليزية)
- روبرت مولوني على موقع كينوبويسك (الروسية)